# Torneo Godó 1977
Il Torneo Godó 1977 è stato un torneo di tennis giocato sulla terra rossa. È stata la 25ª edizione del Torneo Godó,
che fa parte del Colgate-Palmolive Grand Prix 1977. Si è giocato al Real Club de Tenis Barcelona di Barcellona in Spagna, dal 17 al 23 ottobre 1977.

## Campioni

### Singolare
Björn Borg ha battuto in finale  Manuel Orantes con il punteggio di 6–2, 7–5, 6–2

### Doppio
Wojciech Fibak /  Jan Kodeš hanno battuto in finale  Bob Hewitt /  Frew McMillan con il punteggio di 6–0, 6–4